# Aimé Maillart
Louis-Aimé Maillart (Montpeller, Hérault, 24 de març de 1817 - Moulins-sur-Allier, Alier, 26 de maig de 1871) fou un compositor francès del Romanticisme.
Estudià al Conservatori, on assolí el primer premi, i residí a Itàlia de 1841 a 1843. La seva primera òpera, Gastibelza (1847), fou tant ben acollida pel públic com per la crítica i es revelà en aquesta com un compositor de primer orde, encara que desigual.
Després la seguiren:
- Le moulin des tilleus (1849)
- La croix de Marie (1852)
- Les dragons de Villars (1856), la seva millor obra, representada arreu d'Europa
- Les pécheurs de Catane (1860)
- Lara (1860).